# Gornjaki (Preseka)
Gornjaki is een plaats in de gemeente Preseka in de Kroatische provincie Zagreb. De plaats telt 57 inwoners (2001).